# بید سبدی
بید سبدی یا بید مخصوص سبد بافی،(نام علمی: Salix viminalis)، گونه‌ای بیدِ بومی اروپا، آسیای غربی و هیمالیا است.

## توصیف
بید سبدی درختچه‌ای چندساقه‌ای است که تا ارتفاع ۳ الی ۶ متری رشد می‌کند. شاخه‌هایی دراز، عمودی، مرتب با پوستی به رنگ سبز مایل به خاکستری دارد. برگ‌ها دراز و باریکند، طول آن‌ها بین ۱۰ الی ۱۵ سانتی‌متر ولی عرضشان فقط بین ۰٫۵ الی ۲ سانتی‌متر است. سطح بالایی برگ‌ها سبز تیره است و سطح زیری آن‌ها کرک‌های نرم خاکستری دارد. گل‌ها شاتون هستند و اوایل بهار پیش از برگ‌ها تولید می‌شوند، این گیاه دوپایه است و شاتون‌های نر و ماده در روی گیاهان جداگانه‌ای هستند. شاتون‌های نر به رنگ زرد و بیضی‌شکل هستند و شاتون‌های ماده درازتر و استوانه‌ای‌تر هستند. آن‌ها اوایل تابستان، زمانی که کپسول میوه شکافته و بذرهای بسیار ریز فراوانی آزاد می‌سازد، می‌رسند.

## توزیع و زیستگاه
بید سبدی معمولاً کنار جویبارها و دیگر مکان‌های مرطوب یافت می‌شود. محدوده دقیق بومی آن به علت کشت تاریخی گسترده ناشناخته است؛ این گیاه مطمئناً بومی مناطق شرق اروپای مرکزی تا آسیای غربی است، اما ممکن است بومی مناطق دور غربی مثل جنوب‌شرقی انگلستان هم باشد. به عنوان گیاهی گاشته شده یا بومی‌شده در سراسر انگلستان و ایرلند، ولی فقط در ارتفاعات پایین، گسترده‌است. بید سبدی یکی از گیاهانی است که کمترین تغییرپذیری را دارد، اما با چند گونهٔ دیگر ترکیب می‌شود.

## کاربرد
شاخه‌های انعطاف‌پذیر این گیاه معمولاً همراه با دیگر بیدهای مرتبط برای بافتن سبد استفاده می‌شود. در روستای شیمبارونگو در کشور شیلی برای بافتن سبدهای مشهور از آن استفاده می‌شود. کاربرد فزایندهٔ دیگر آن در گیاه‌پالایی کادمیم برای تصفیه آب است.

## نگارخانه

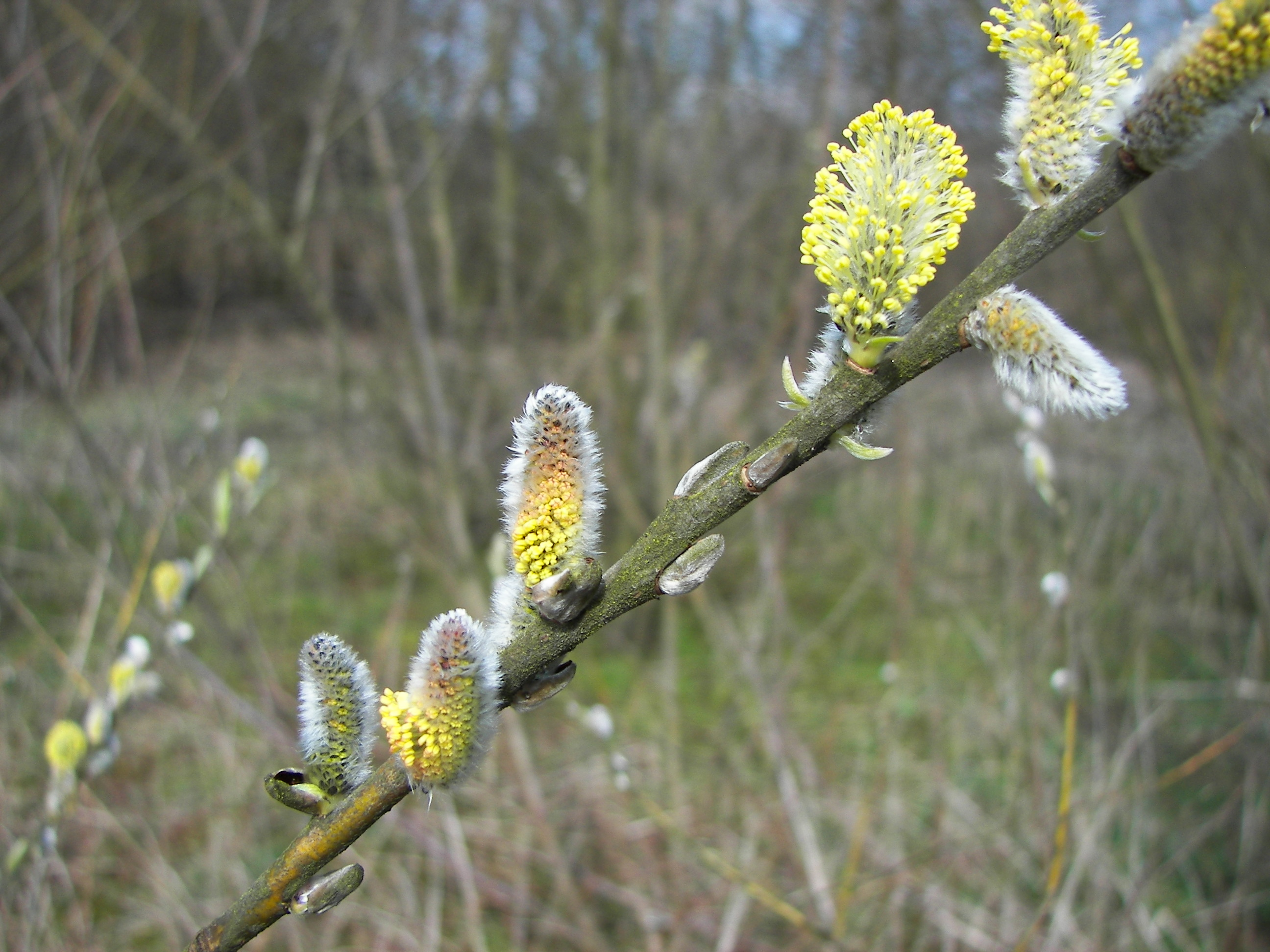
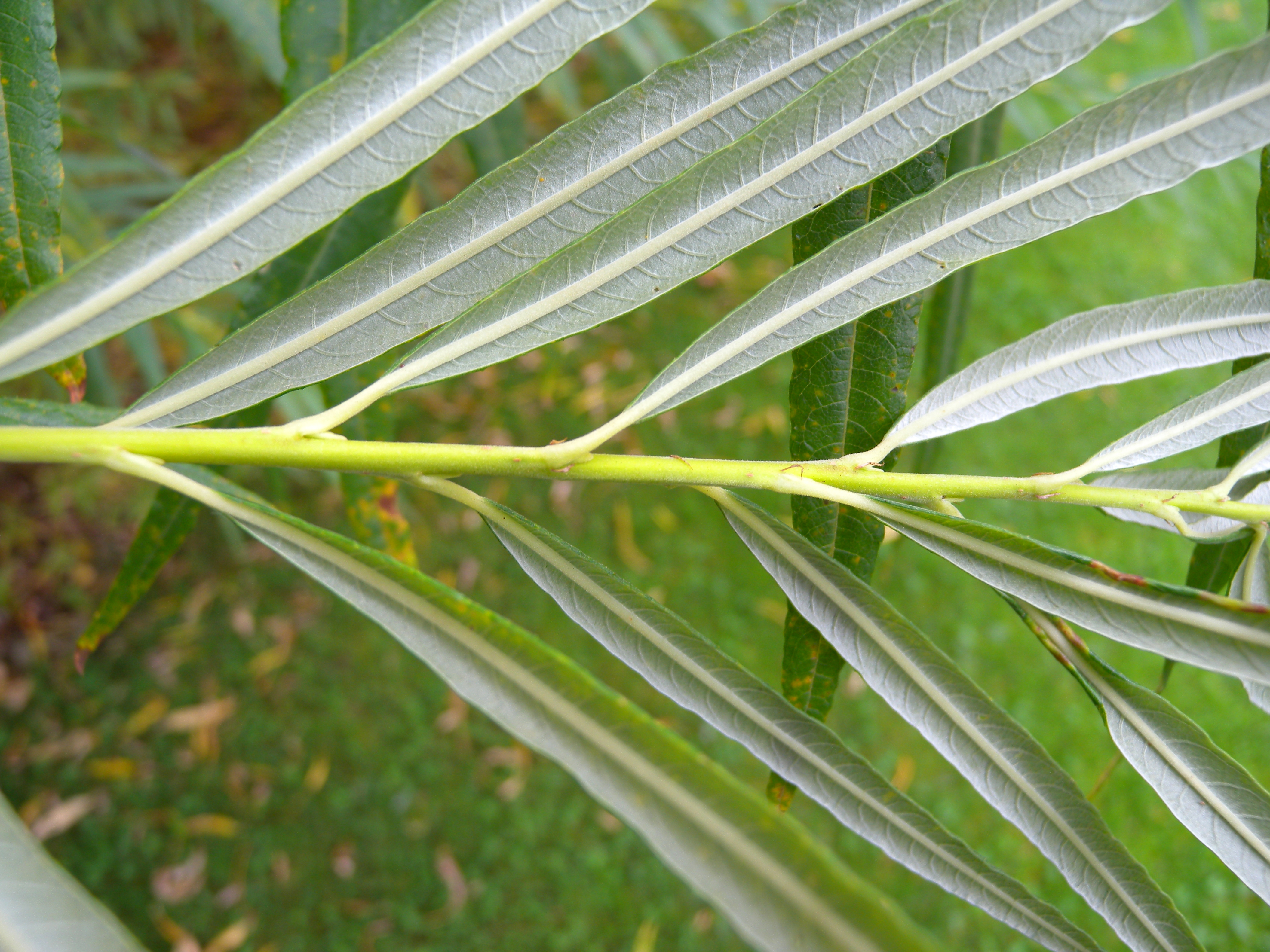
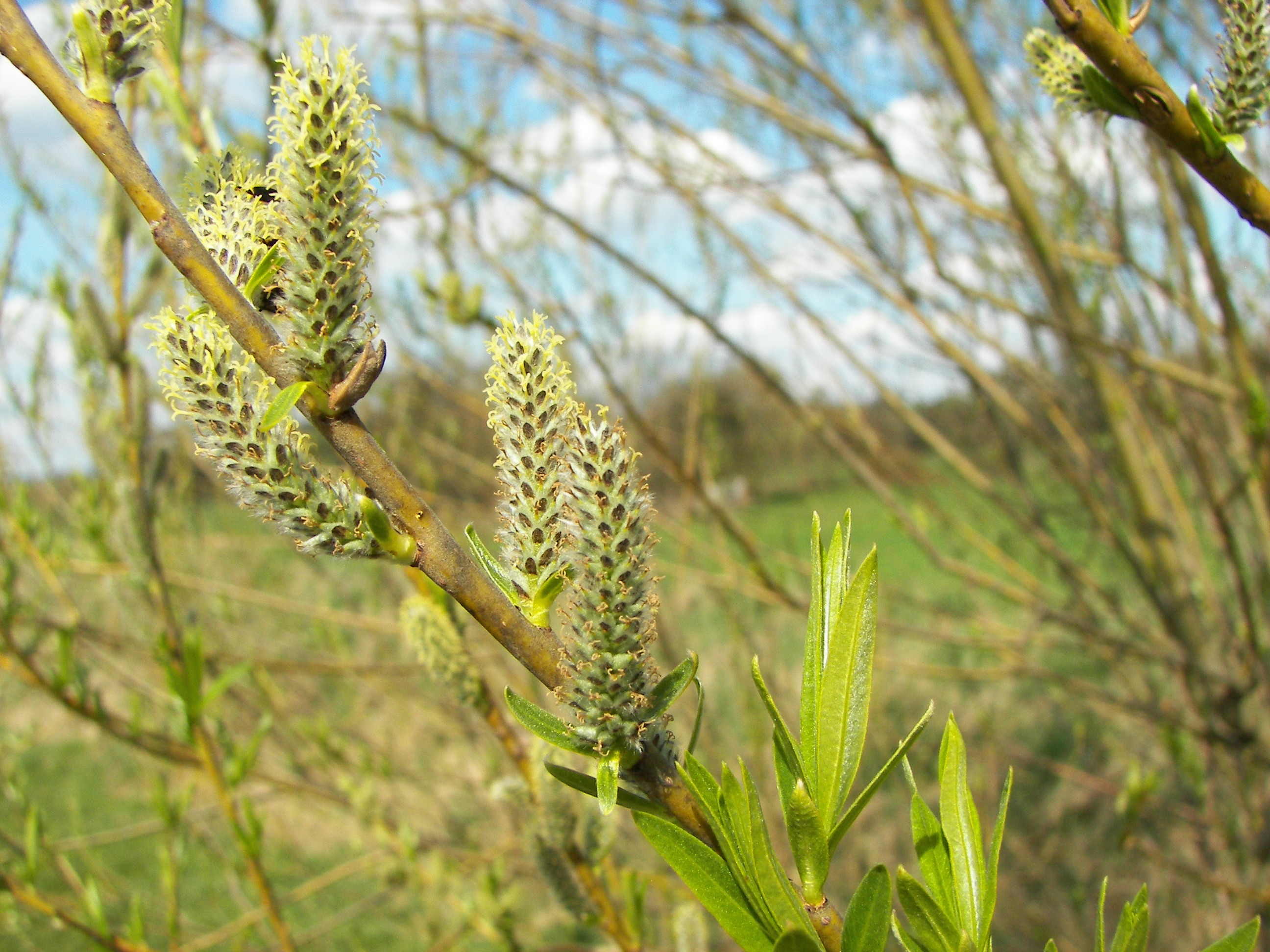
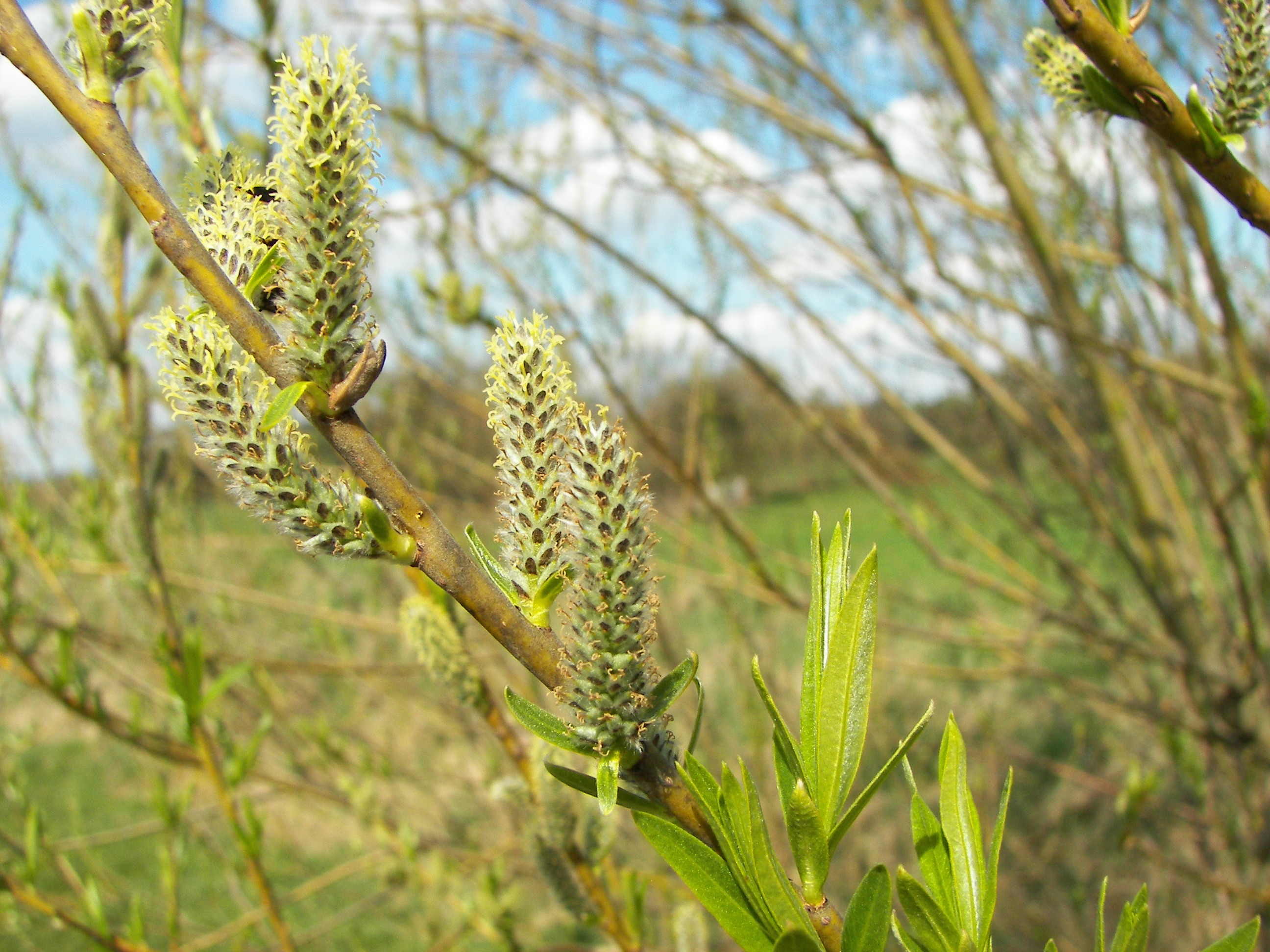
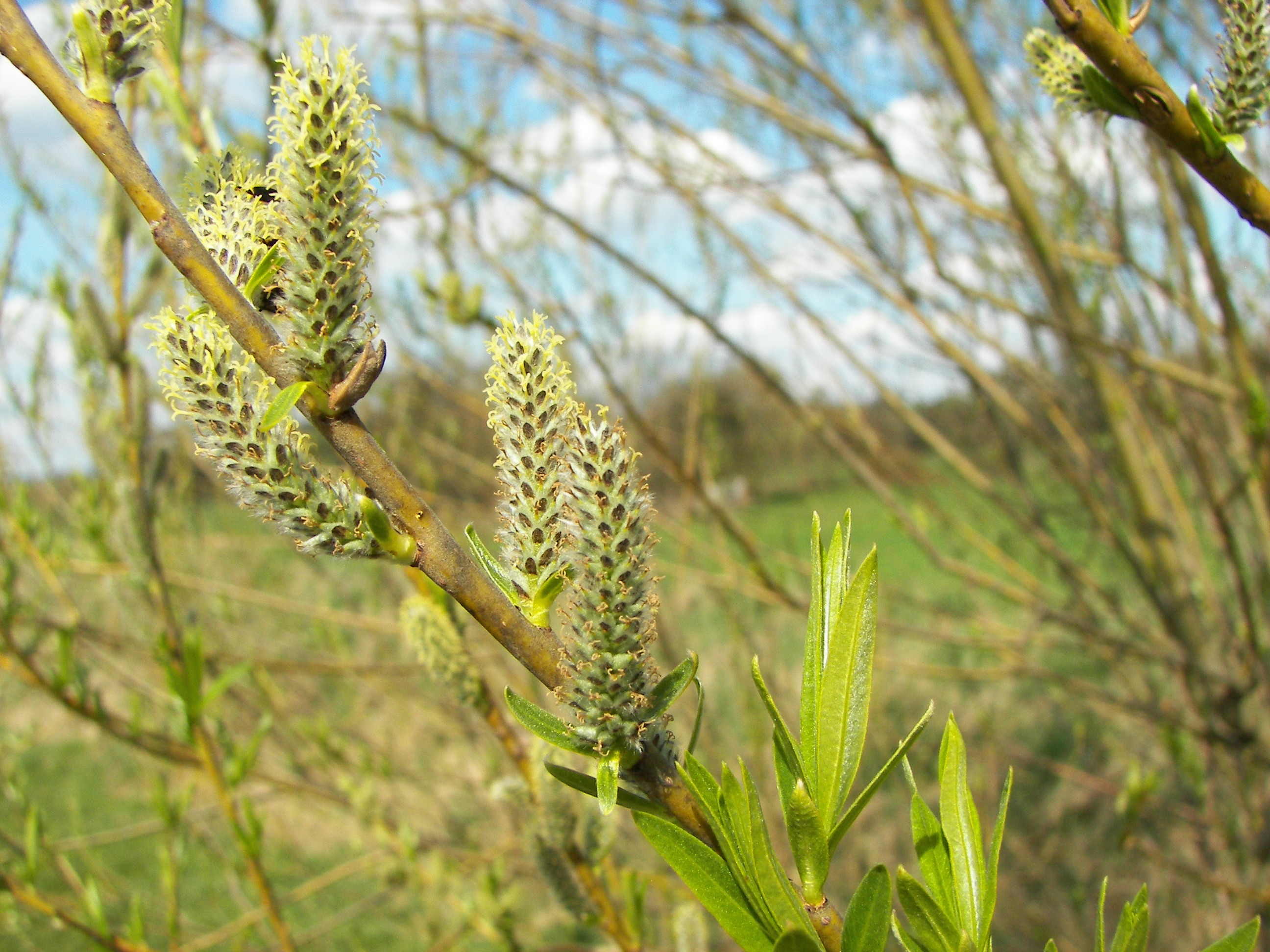
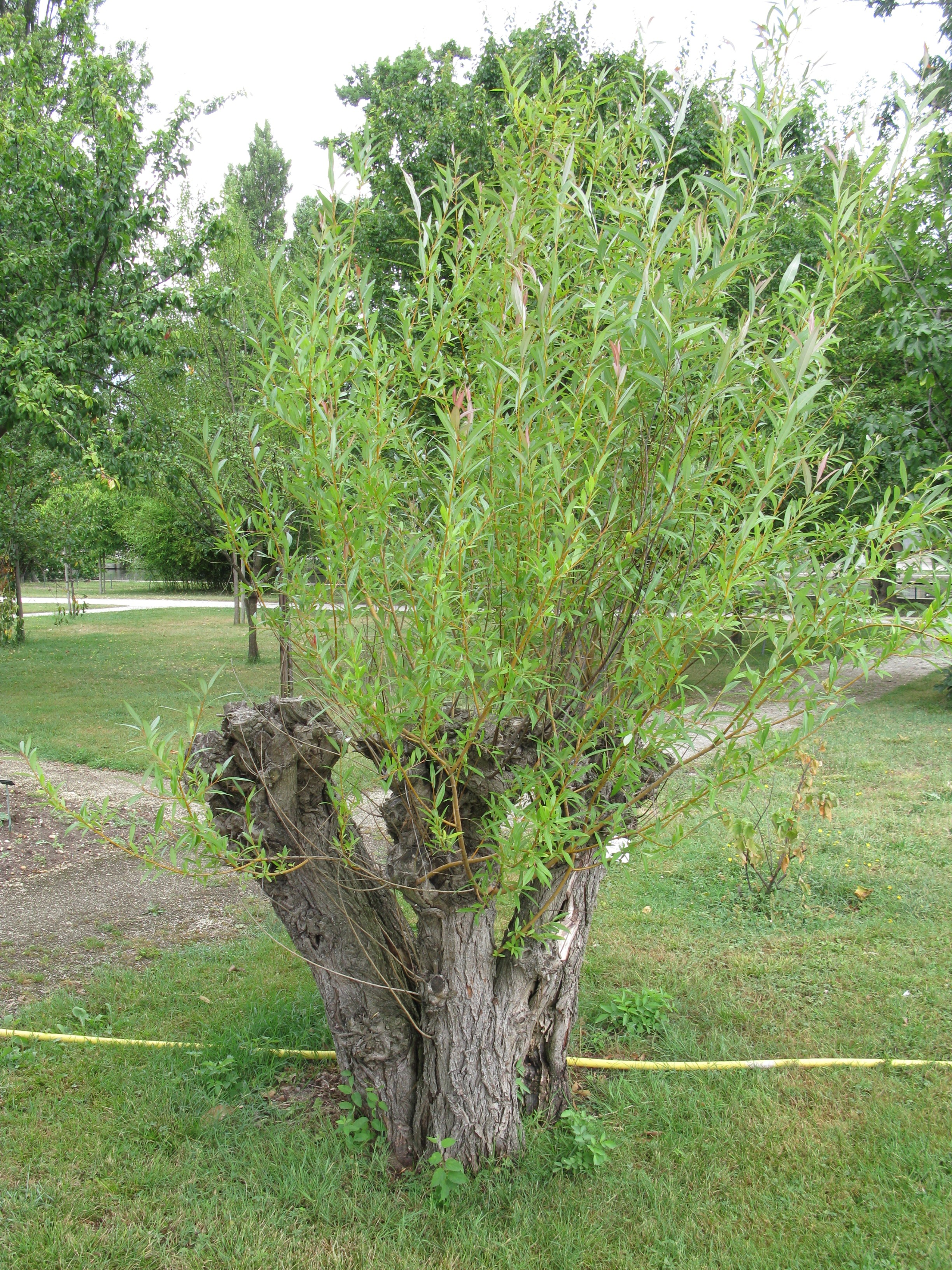
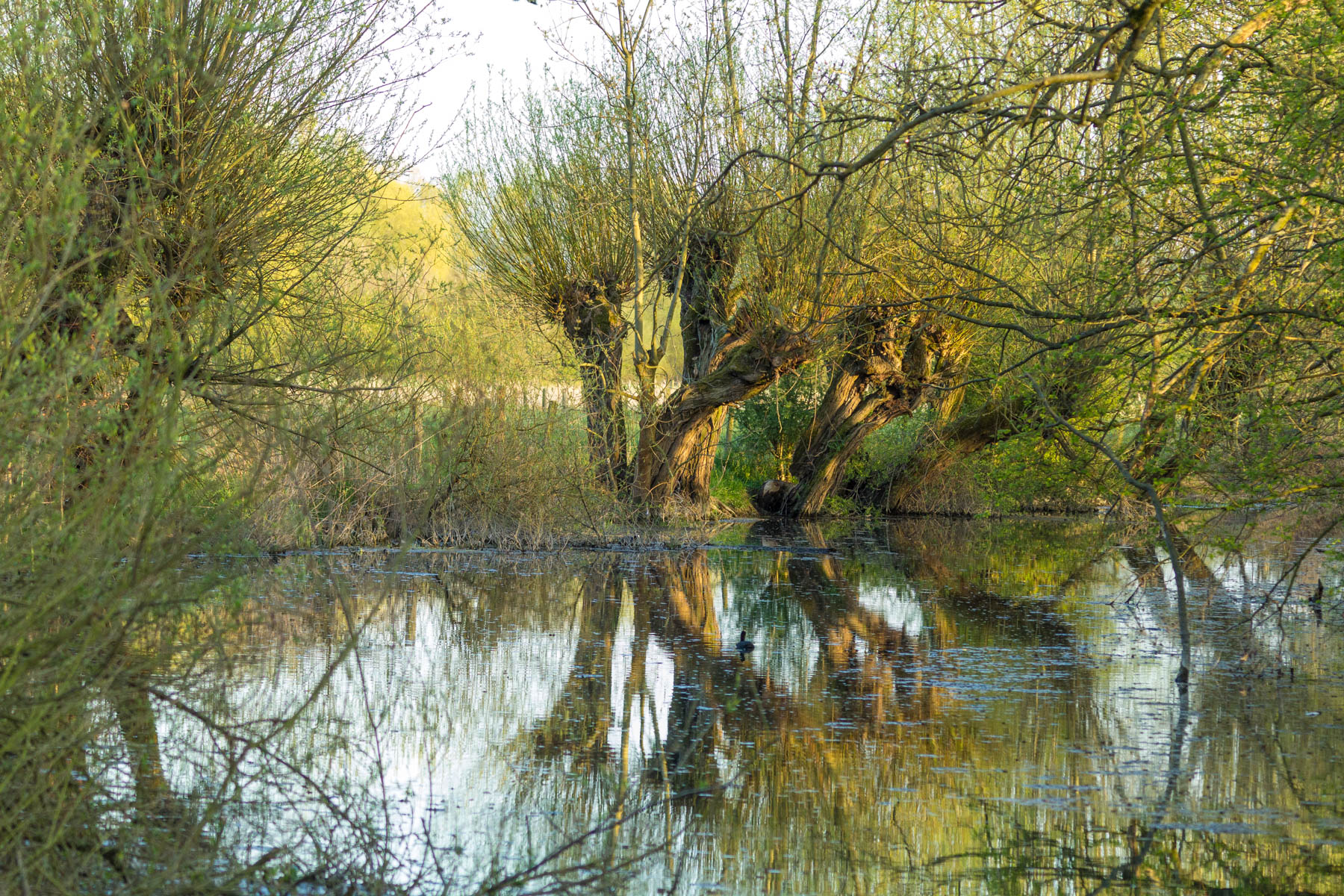